# عنقت
كانت عنقت إلهة وتجسيدا لنهر النيل في الأساطير المصرية في الفنتين في بداية رحلته في الأراضي المصرية، وفي المناطق القريبة من النوبة.

## الاسم
في المصرية القديمة اسمها يعني «المعانِقة» أو «المحتوِية» وقد أصبح في اليونانية أنوكيس (Ανουκις) وكانت تقابل من الآلهة الإغريقية هيستيا أو فيستا.

## العبادة
كانت عنقت جزءا من ثالوث مع الإله خنوم والإلهة ساتيس. وربما كانت شقيقة للالهة ساتيس  أو أنها قد تكون الزوجة الثانوية للإله خنوم بدلا من ذلك، وكانت عنقت تصوّر كامرأة مع غطاء للرأس من الريش المنتصب  (التي يعتقد معظم علماء المصريات أن تكون تفاصيله مستمدة من ثقافة النوبة)، وعادة ما تمسك بيدها رمز عنخ، وكان لها حيوان مقدس وهو الغزال.
شيد معبد مخصص لعنقت في جزيرة سهيل، وتشير النقوش التي مزار أو المذبح وخصص لها في هذا المكان من قبل الفرعون سبك حتب الثالث من الاسرة الثالثة عشرة، وفي وقت لاحق من ذلك بكثير، خلال عهد الأسرة الثامنة عشرة كرّس أمنحتب الثاني مصلى ومعبدا لها.
و خلال عصر الدولة الحديثة شملت عبادة عنقت في الفنتين موكباً نهرياً للالهة خلال الشهر الأول من فصل الحصاد (شمو)، وتذكر النقوش موكب المهرجان الخاص بخنوم وعنقت خلال هذه الفترة الزمنية.

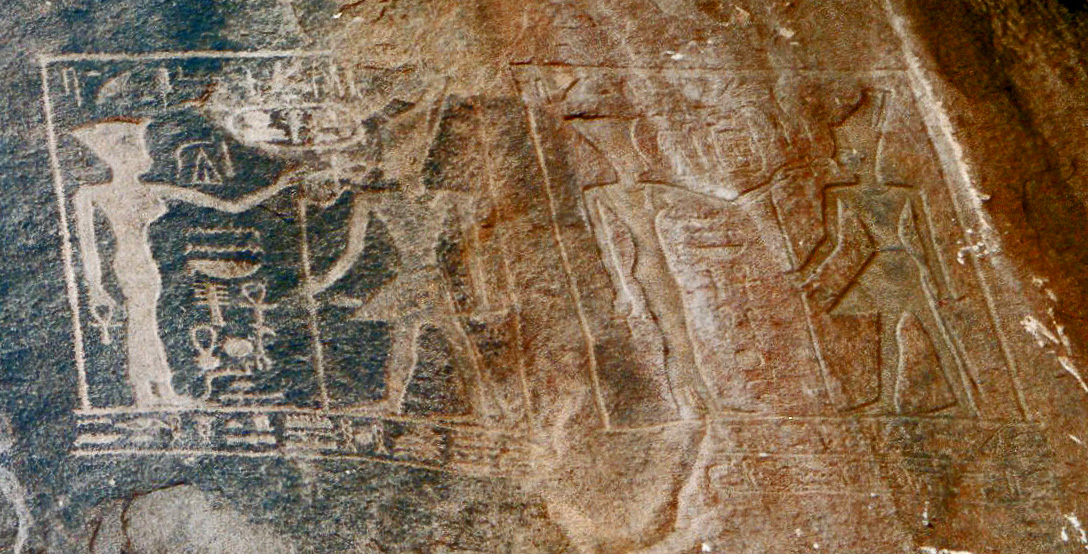
نقوش تظهر الملك سنوسرت الثالث ونفر حتب الأول يقدمان القرابين للإلهة عنقت في جزيرة سهيل.